# Løv-Ham Fotball
Løv-Ham ist ein norwegischer Fußballverein in der Stadt Bergen (Stadtteil Fyllingsdalen), der am 29. Dezember 1975 als Zusammenschluss der Stadtteilklubs Løvåsen und Hamre gegründet wurde. Im März 1999 wurde der Klub in eine Fußball- (Løv-Ham Fotball) und eine Handball-Abteilung (Løv-Ham Håndball) geteilt. Der Klub trägt seine Heimspiele im 3500 Zuschauer fassenden Varden Amfi im Bergener Stadtteil Fyllingsdalen aus.
Seit dem Aufstieg 2005 spielen sie ununterbrochen in der Adeccoligaen, der zweithöchsten norwegischen Spielklasse.
Zum 1. Januar 2012 fusionierte Løv-Ham mit Fyllingen Fotball zu FK Fyllingsdalen.